# Theo Braun
Theo Braun (Chabařovice, 24 dicembre 1922 – Brunn am Gebirge, 1º dicembre 2006) è stato un pittore e grafico austriaco.

## Biografia
Theo Braun studiò dal 1939 al 1941 all'Accademia di belle arti di Dresda e dal 1946 al 1950 all'Accademia di Belle arti di Vienna. Nel 1959 Theo Braun prese parte alla documenta 2 a Kassel.
Braun dipintò arte astratta e anche figurativa sperimentando anche con acquaforte su ferro (Eisenradierung) Secondo la sua famiglia si contano più di 80 mostre personali e lui partecipava in altre 120 mostre su tutti i continenti.
Per la chiesa San Kundigunde di Brunn am Gebirge ha concepito delle vetrate colorate in stile moderno.